# Pont couvert Cedar
Le pont couvert Cedar (en anglais : Cedar Covered Bridge) est un pont couvert en bois situé à Winterset, dans le comté de Madison, en Iowa. Le pont a été détruit dans un incendie et un second fut reconstruit pour le remplacer.
Le premier pont a été construit en 1883 par Benton Jones au nord de Winterset sur Cedar Creek, à un lieu désormais traversé par l'U.S. Route 169. Long de 23 mètres de long, il a été déplacé en 1921 à un autre emplacement sur Cedar Creek. Une photo de ce pont figure sur la couverture de la première édition du roman Sur la route de Madison et apparaît dans son adaptation cinématographique. Il a été rénové en 1998. Il a été nommé au Registre national des lieux historiques en 1976, mais à la suite de sa destruction par un incendie criminel le 3 septembre 2002, il a été retiré de la liste la même année.
Un pont de remplacement a été construit entre décembre 2003 à septembre 2004 selon les mêmes plans et matériaux d'origine en utilisant des techniques authentiques. Il a rouvert en octobre 2004.

## Liens externes

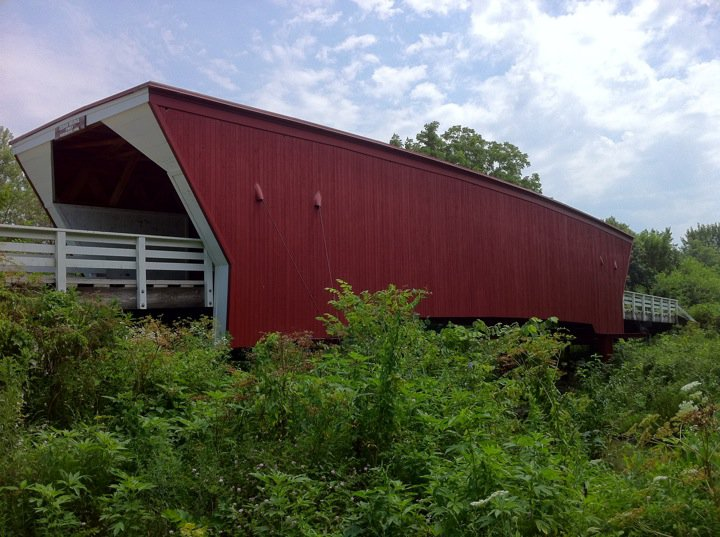
Le « nouveau » pont.